# As Crônicas de Prydain
As Crônicas de Prydain (também conhecidas por As Aventuras de Prydain, no Brasil) é uma série literária infanto-juvenil de cinco volumes, do gênero fantasia, escrita por Lloyd Alexander.

## Sinopse e Origem
As histórias detalham as aventuras de um adolescente de nome Taran - a quem é concedido o posto de porqueiro-assistente, mas quer ser um grande herói -, e sua princesa Eilonwy, Fflewddur Fflam o bardo e o rei, uma criatura feroz contudo delicada dos companheiros chamada Gurgi, e um anão de nome Doli. A série acompanha desde a infância até a idade adulta de Taran, mostrando o seu amadurecimento (principalmente em Taran, O Errante), a série poderia ser considerada bildungsroman (romance de aprendizagem ou formação).
Tematicamente, a série se baseia na mitologia dos Gales, particularmente o Mabinogion. Os livros não são, entretanto, adaptações dos mitos. As histórias principais foram criadas na própria mente de Alexander, e os personagens receberam diversas modificações. Arawn se transforma nos livros em um arquirrival negro e os traços negativos de Gwydion são tirados, e no lugar é colocado sua honra heróica.
Apropriadamente, o autor revela em nota nos livros que a geografia de Prydain é derivada povoalmente do País de Gales, embora Alexander confesse que Prydain não tem nada a ver com o País de Gales em geografia física e em história.
A série ganhou uma Newbery Medal (para O Rei Supremo) e uma Newbery Honor (para O Caldeirão Negro), as crônicas são reconhecidas como uma contribuição valiosa para a literatura infanto-juvenil e o gênero fantasia. Por muitos anos desde que sua publicação, As Crônicas de Prydain conseguiu altas vendas e um grande número de fãs e conseguiu ser comparada a outras séries de grande prestígio de fantasia, como As Crônicas de Nárnia.

## As Crônicas de Prydain

### A Criança Abandonada e Outros Contos de Prydain (1973) (prequel)
A Criança Abandonada e Outros Contos de Prydain é uma coleção de seis histórias curtas, escritas por Lloyd Alexander. Embora publicado primeiramente em 1973, depois das cinco crônicas, estas pequenas histórias ocorrem antes dos eventos dos livros que a precederam. As histórias foram escritas por Alexander devido aos inúmeros pedidos dos fãs para mais histórias de Prydain naquele tempo. O livro nunca foi publicado no Brasil.
Histórias presentes no livro:
- A Criança Abandonada
- A Pedra
- O Verdadeiro Encanto
- O Corvo Patife
- A Espada
- O Ferreiro, o Tecelão e o Harpista
- Coll e Sua Porca Branca
- A Verdadeira Harpa

### O Livro dos Três (1964)
Taran é um Porqueiro-Assistente que mora no pequeno cantreve chamado Caer Dallben, mas o conflito de fazer ferraduras e tomar conta de porcos lhe parece muito sem graça. Não combina com seus sonhos de aventuras e heroísmo. Até o dia em que a fuga da porca Hen Wen desencadeia uma série de eventos revelando um mal sem precedentes que ameaça a paz na terra de Prydain.

Com a ajuda do príncipe Gwydion, Taran saí a procura de Hen Wen e cruzará com poderosos inimigos, como o diabólico Rei Cornudo, paladino de Arawn, o Senhor das Trevas.

Acompanhado de Eilonwy, a princesa órfã e tagarela, do bardo Fflewdddur Fflam, e do atrapalhado Gurgi, Taran precisará impedir que as tropas do Rei Cornudo continuem sua marcha de morte e destruição. O que parecia uma simples missão de resgate se torna uma perigosa aventura, repleta de surpresas e reviravoltas. Conseguirá Taran salvar Hen Wen e evitar que a guerra se instaure em Prydain?

### O Caldeirão Negro (1965)
Reina a paz em Caer Dallben, e Taran está de volta a sua rotina de Porqueiro-Assistente. No entanto, o mal ainda ronda as terra de Prydain. O abominável exército de Arawn cresce a cada instante: guerreiros imortais nascem do Caldeirão Negro, tomando os corpos de guerreiros mortos em batalha.

Taran reúne mais uma vez seus companheiros e se oferece para viajar até a fortaleza de Arawn para ajudar a destruir o medonho Caldeirão, única forma de derrotar este terrível exército. Eles precisarão colocar em prova a sua coragem ao viajar pelos Pântanos de Morda, enfrentar as feiticeiras Orddu, Orwen e Orgoch e encontrar o Caldeirão Negro. Nesta aventura, Taran terá a oportunidade de se provar um valoroso guerreiro e descobrirá o verdadeiro significado das palavras sacrifício e bravura. Esse volume foi agraciado com a Newbery Honor de 1966.

### O Castelo de Llyr (1966)
A Princesa Eilonwy sempre acompanha Taran, o Porqueiro-Assistente, em todas as suas aventuras. Mas, como uma princesa precisa adquirir certas habilidades, ela viaja para a Ilha de Mona, onde receberá a educação adequada em uma casa real e conhecerá seu provável futuro marido: Príncipe Rhun.

No fim das contas, a vida na corte revela-se menos entediante do que a princesa imaginava - amigos e inimigos surgem disfarçados de várias formas, e em cada canto o perigo espreita. Eilonwy é raptada e surgem rumores que Achren, a feiticeira má, estaria interessada nos poderes mágicos da princesa - e pior, deseja usa-lá como sua ajudante. Taran e seus companheiros decidem viajar até o Castelo de Llyr e vão encontrar muitos perigos e surpresas para resgatá-la. Mas o que fará Taran se, depois de tanto lutar, tiver que abrir mão de Eilonwy?

### Taran, O Errante (1967)
"Quem sou eu?". Esta pergunta assombra o Porqueiro-Assistente Taran, que já provou ser também um valoroso guerreiro. Quando o sábio Dallben confidência que nem mesmo o Rei Math poderia ajudá-lo a revelar seu passado, Taran embarca em uma jornada pela vasta Prydain para descobrir sua ascendência. Caso seus pais sejam nobres, quem sabe ele não poderá tomar a mão de Eilonwy, a princesa dos cabelos aurirrubros?

Acompanhado do leal Gurgi, Taran começa sua aventura pelos assustadores Pântanos de Morva, onde as três bruxas, Orddu, Orwen e Orgoch, o mandam consultar o espelho mágico de Lluanet, nas Montanhas de Llawgadarn. Pelo caminho, o Porqueiro-Assistente conhece Caddoc, o pastor, e as pessoas comuns de Prydain, as quais começa a respeitar e admirar. Com a ajuda desses novos companheiros, Taran segue em sua missão para descobrir os segredos do Espelho e desvendar sua verdadeira identidade.

### O Rei Supremo (1968)
Depois de uma longa jornada, Taran está de volta a sua amada Caer Dallben seus amigos e a Princesa Eilonwy. Tudo o que ele deseja é um pouco de paz e a oportunidade de pedir a mão de princesa em casamento. O destino, porém, possui planos muito mais sombrios para o jovem Porqueiro-Assistente e para o reino de Prydain. Vítima de uma emboscada arquitetada pelo próprio Arawn, Lorde-da-Morte, o príncipe Gwydion perde a mais poderosa arma do reino: a espada de Dyrnwyn. Agora, a lendária espada flamejante, forjada em tempos imemoriais para protejer Prydain, precisa ser recuperada a qualquer custo.

Sob o estandarte do exército liderado pelo príncipe Gwydion, Taran e seus amigos embarcam na mais importante missão das suas vidas: ir até o Monte Dragão, a fortaleza do mal, para um confronto definitivo com o diabólico Arawn. Para que a paz volte a reinar em Prydain, Taran, Eilonwy, Fflewddur Fflam e mesmo Hen Wen, a porca oracular, precisarão testar o limite de suas forças em uma épica aventura. Esse volume foi o vencedor da Medalha Newbery de 1969.

## Personagens
Os personagens estao categorizados sob o livro em que são introduzidos primeiramente.

### O Livro dos Três
- Taran de Caer Dallben
- Princess Eilonwy
- Fflewddur Fflam
- Gurgi
- Doli, o anão
- Hen Wen
- Dallben
- Príncipe Gwydion
- Coll
- Rei Cornudo
- Grande Rei Math, filho de Mathonwy
- Rei Eiddileg do Povo Formoso
- Arawn, o Lorde-da-Morte
- Rainha Achren
- Medwyn

### O Caldeirão Mágico
- Rei Smoit
- Rei Morgant, filho Madoc
- Kaw
- Príncipe Ellidyr, filho de Pen-Llarcau
- Gwystyl do Povo Formoso
- Orddu, Orwen and Orgoch
- Adaon, filho de Taliesin

### O Castelo de Llyr
- Príncipe Rhun
- Glew
- Rei Rhuddlum
- Rainha Teleria
- Llyan
- Magg

### Taran, O Errante
- Lord Goryon
- Lord Gast
- Llassar, filho de Drudwas
- Drudwas, filho de Pebyr
- Morda, o feiticeiro
- Annlaw, o artesão-de-argila
- Hevydd, o ferreiro
- Dwyvach, a tecelã
- Dorath, o bandido
- Gloff, o bandido
- Llonio, filho de Llonwen
- Craddoc, o pastor

### O Rei Supremo
- Rei Pryderi, filho de Pwyll
- Taliesin, o chefe dos bardos

## Adaptações
O Caldeirão Mágico, é um longa-metragem animado baseado nos livros, lançado pela Walt Disney Company em 1985. Um game de aventura baseado no filme também foi lançado, em 1986.